# Guttau
Guttau, (in alto sorabo Hućina), è una frazione del comune di Malschwitz in Sassonia, in Germania.
Già comune autonomo, a partire dal 1º gennaio 2013 è stato incorporato nel comune di Malschwitz.